# 48773 Davidrowe
48773 Davidrowe este o planetă minoră (asteroid), cu un diametru de 6,682 km, din centura de asteroizi. A fost descoperită pe 3 august 1997 la Caussols de OCA-DLR Asteroid Survey⁠(d). 
Obiectul prezintă o orbită caracterizată de o semiaxă mare de 2,6768134492456 UAi, o excentricitate de 0,2110477824907, o înclinație de 10,502698789184 ° în raport cu ecliptica.